# エレバス (モニター)
|          |                                                                                        |
| 艦歴     |                                                                                        |
| 発注     |                                                                                        |
| 起工     | 1915年10月12日                                                                         |
| 進水     | 1916年6月19日                                                                          |
| 竣工     | 1916年9月2日                                                                           |
| 退役     |                                                                                        |
| その後   | 1946年7月にスクラップとして廃棄                                                        |
| 除籍     |                                                                                        |
| 性能諸元 |                                                                                        |
| 排水量   | 7,200トン                                                                              |
| 全長     | 405 ft (123.4 m)                                                                       |
| 全幅     | 88 ft (26.8 m)                                                                         |
| 吃水     | 11 ft 8 in (3.6 m)                                                                     |
| 機関     | レシプロエンジン、2軸推進 6,000hp                                                      |
| 最大速   | 12ノット (22 km/h)                                                                     |
| 乗員     | 226名                                                                                  |
| 兵装     | 15インチ砲2門 4インチ砲8門 12ポンド対空砲2門 3インチ対空砲2門 2ポンド対空砲2門 機銃4基 |

エレバス (HMS Erebus, I02) は、イギリス海軍が第一次世界大戦と第二次世界大戦で運用したモニター艦。エレバス級のネームシップ。
“Erebus”とは、ギリシア神話における神の1人で、地下世界の支配神であるエレボス (Έρεβος) の英語形である。「HMS Erebus」という艦名は、イギリス海軍で幾度か踏襲されている。

## 概要
本級を含むイギリス海軍のモニター艦は、海上戦闘ではなく、艦砲射撃による火力支援を主目的として設計され、その吃水はごく浅いものであった。射撃時の安定と防御力の向上のために舷側には大きなバルジが取り付けられており、舷側下は極端に横に張り出した形になっている。42口径15インチ（38.1センチ）砲を連装砲塔として、前甲板に装備した。本級は中央同盟軍（ドイツ帝国陸軍、オスマン帝国軍）の沿岸砲台よりも長い射程を持つよう計画されており、射程を伸ばすため砲塔は高いバーベット上に位置し、最大射程は40,000ヤード（22.7 マイル/36.5 km）であった。
装甲は砲塔が13インチ、バーベットで8インチ、司令塔6インチ、バルクヘッド4インチ、甲板2～4インチであった。舷側の大型のバルジにより、強固な対魚雷防御構造を備えていた。

## 建造経緯
イギリス海軍は、建造中のR級戦艦「ラミリーズ 」の15インチ連装主砲塔を流用し、マーシャル・ネイ級モニター2隻（マーシャル・ネイ、マーシャル・ソウルト）を建造した。この2隻は機関部に問題を抱えていた。イギリス海軍は幾度か建艦計画を変更したあと、最終的に新しいモニター艦を2隻建造して、マーシャル・ネイ級モニターの15インチ連装砲塔を積み替えることにした。この新造艦2隻が、「エレバス」と「テラー 」である。
「マーシャル・ネイ」の15インチ連装砲塔は予定どおり撤去され、新造艦「テラー」に搭載された。
だが「マーシャル・ソウルト」が機関の調子が良くなり、ラミリーズの主砲塔を搭載したまま1915年11年に竣工した。そこで本艦には、カレイジャス級巡洋戦艦「フューリアス」の15インチ連装砲塔が1基搭載された。「フューリアス」の初期計画は姉妹艦（カレイジャス、グローリアス）と同様に15インチ連装砲塔2基搭載であった。フィッシャー第一海軍卿の指導により40口径砲18インチ（45.7センチ）単装砲2門の搭載が決まったあとも、18インチ砲が失敗作だった場合に備えて、15インチ連装砲塔が準備されていた。

## 艦歴

### 第一次世界大戦
第一次世界大戦中、15インチ砲モニター3隻（エレバス、テラー、マーシャル・ソルト）はベルギー方面に配備された。そしてオステンドとゼーブルッヘのドイツ帝国軍に対して攻撃を行った。1917年10月28日にドイツ帝国海軍 (Kaiserliche Marine) のFLボート（有線遠隔操縦式の自爆艇）に突入されて損傷する。バルジのおかげで沈没をまぬがれ、修理したのち戦線に復帰した。1919年には連合軍のロシア内戦干渉に参加する。白海およびバルト海での艦砲射撃を行った。

### 戦間期
第一次世界大戦が終結すると、イギリス海軍は戦時急造艦の整理をおこない、ほとんどのモニター艦が売却されて解体され、在籍した艦も武装を撤去して雑務船やハルクに転用された。現役艦としてのこったのは「エレバス」と「テラー」のみであった。
1921年、イギリスが戦利艦として保有していたドイツ帝国海軍のバイエルン級戦艦「バーデン」が、標的艦となった。最初に「テラー」が、次に「エレバス」が、元ドイツ帝国海軍の超弩級戦艦に対する砲撃試験に参加した。同時期にはベレロフォン級戦艦「シュパーブ」も標的艦となり、砲撃目標となっている。
その後第二次世界大戦まで主に砲術訓練艦として活動する。南アフリカ連邦の要請により、ケープタウンに警備艦として配備される事が決まった。1939年8月には工事が完了したが、第二次世界大戦の勃発により配備は実現しなかった。

### 第二次世界大戦
1939年9月の第二次世界大戦勃発後、「エレバス」はイギリス南部サウサンプトンのソーニクロフト社で改装工事を受け、1940年7月に再就役した。ドイツ国防軍のイギリス本土上陸に備えたほか、バトル・オブ・ブリテンに対抗してドイツ占領地区のフランス西岸（カレー、ダンケルク）やベルギーのオーステンデに艦砲射撃をおこなった。
1941年10月、「エレバス」は新造モニター艦「ロバーツ」と共に地中海に派遣され、アフリカ大陸近海での船団護衛任務に従事した。同年12月8日、太平洋戦争勃発にともなう大日本帝国の第二次世界大戦への参戦により、インド洋に派遣される。セイロン島トリンコマリーで警備艦となっていた1942年4月9日、日本海軍機動部隊はトリンコマリーを空襲する。本艦は至近弾数発により被害が生じ、戦死者7名と負傷者20名を出した（セイロン沖海戦）。日本軍の攻撃の結果、東洋艦隊がアフリカ大陸東岸に根拠地を移すと、「エレバス」もそこへ移った。9月にはマダガスカルのマジュンガへの上陸作戦に参加した（マダガスカルの戦い）。
1943年、エレバスはスエズ運河を通過して地中海へ移動。7月、15インチ砲モニター艦3隻（エレバス、ロバーツ、アバクロンビー）はシチリア島上陸作戦（ハスキー作戦）に参加。7月20日、本艦は爆撃で6名の戦死者を出した。1943年9月にイギリス本土に到着、修理と並行して対空兵装の強化などを実施した。「エレバス」は生涯で5回目の15インチ主砲の砲身交換をおこなう。1門は新造砲、1門はR級戦艦「ロイヤル・サブリン」の搭載砲であったという。
1944年6月6日のノルマンディー上陸作戦では「エレバス」はアメリカ海軍の戦艦「ネバダ」などと共にユタ海岸地区への支援砲撃を行った。この際に榴弾の腔発事故により15インチ砲1門を損傷している。砲身交換と修理をおこない、7月22日に戦線復帰した。
1944年9月10日、「エレバス」はアストニア作戦でル・アーヴルに対して攻撃を行った。沿岸砲台からの反撃を受けて損傷し、しばらく戦線を離脱した。11月にはオランダのワルヘレンに対する上陸作戦であるインファチュエイト作戦の支援を行う。
第二次世界大戦終結後、「エレバス」は1946年7月に廃棄された。本艦の15インチ砲1門は、イギリス海軍最後の戦艦である「ヴァンガード」に転用されたとされる。同艦の主砲塔（連装砲塔4基）は、カレイジャス級巡戦（カレイジャス、グローリアス）がワシントン海軍軍縮条約により空母へ改造された際に撤去され、倉庫に保管されていた15インチ連装砲塔であった。